# 190-es busz (Budapest)
A budapesti 190-es jelzésű autóbusz Moszkva tér metróállomás (Várfok utca) és Svábhegy, fogaskerekű között közlekedett. A vonalat a Budapesti Közlekedési Zrt. üzemeltette. A járműveket a Kelenföldi autóbuszgarázs állította ki. A 90-es busszal azonos útvonalon közlekedett, de nem érintette az Istenhegyi út, Királyhágó tér és a Galántai út megállóhelyeket. Vonalán jelenleg a meghosszabbított 212-es busz közlekedik.

## Története
1955-ben elindult a 21-es busz betétjárata, a „J” jelzésű autóbusz Szabadsághegy (napjainkban Svábhegy, fogaskerekű) és a János-hegy között (később ide építették a Libegő felső állomását is). 1956-tól 1957-ig „N”, 1957-től 1958-ig 21B, 1958-tól 1961-ig újra „N”, míg 1961. június 15-étől 90Y jelzéssel járt. 1966. június 1-jén a 90Y járat jelzése „D”-re változott. 1985. február 1-jén a „D” járat a 190-es jelzést kapta, ami a Svábhegy, fogaskerekű állomás és a János-hegy, Libegő között közlekedett. A járat takarékossági okokból 1995. május 14-én szűnt meg.
2008-ban, az új paraméterkönyv kapcsán jelent meg ismét ez a jelzés: augusztus 21-étől a korábbi 21-es járat viselte ezt a számot. 2009. augusztus 21-én megszűnt, útvonala nagy részén napjainkban a 212-es autóbusz közlekedik.

## Megállóhelyei
| 0  | Moszkva tér M (Várfok utca) végállomás | 12 | 4, 6, 18, 56, 59, 59A, 61 5, 16, 16A, 22, 22E, 39, 90, 90A, 91, 102, 116, 128, 139, 149, 155, 156, 222, 256 781, 782, 784, 785, 786, 787, 789, 795, 801 |
| 2  | Déli pályaudvar M                      | 10 | 39, 90, 90A, 102, 139, 139A 18, 56, 59, 59A, 61 1256 Budapest-Déli                                                                                      |
| 5  | Szent Orbán tér                        | 6  | 90, 90A |
| 7  | Pethényi út                            | 5  | 90, 90A |
| 7  | Nógrádi utca                           | 4  | 90, 90A |
| 8  | Óra út                                 | 3  | 90, 90A |
| 10 | Istenhegyi lejtő (↓) Lóránt út (↑)     | 3  | 90, 90A |
| 11 | Adonis utca                            | 2  | 90, 90A 60 |
| 12 | Költő utca                             | 1  | 90, 90A 60 |
| 13 | Svábhegy                               | ∫  | 90, 90A 60 |
| 14 | Svábhegy, fogaskerekű végállomás       | 0  | 90, 90A 60 |